# Flemingia involucrata
Flemingia involucrata är en ärtväxtart som beskrevs av George Bentham. Flemingia involucrata ingår i släktet Flemingia och familjen ärtväxter. IUCN kategoriserar arten globalt som livskraftig. Inga underarter finns listade i Catalogue of Life.